# Иванова, София Андреевна
Софи́я Андре́евна Ивано́ва (род. 12 марта 2004, Самара) — российская футболистка, полузащитница клуба «Крылья Советов».

## Биография
Родилась в Самаре, первая команда ЦСК ВВС (первый тренер — Разия Нуркенова).
В 2018 году стала золотым призёром первенства России по футболу (до 15 лет) в составе сборной Самарской области.
С 2021 года в команде «Крылья Советов», с которой становилась бронзовым призёром первой лиги в 2021 году и молодёжного первенства (24 игры и 6 голов) в 2022 году.
1 июня 2021 года забила первый мяч команды «Крылья Советов» в кубке России в ворота команды «Ника» (Нижний Новгород).
7 мая 2023 года забила первый мяч команды «Крылья Советов» в Суперлиге в ворота команды «Енисей» (Красноярск). По итогам сезона 2023 стала лучшим бомбардиром «Крыльев Советов» в Суперлиге, забив 3 мяча.

## Карьера в сборных
В составе юниорской сборной России U-16 дебютировала в апреле 2018 года в товарищеском матче с Азербайджаном. За юниорскую сборную страны U-17 первую игру провела в апреле 2019 года — встреча международного турнира «Делле Национи» с Северной Македонией. В октябре 2023 года была вызвана в состав основной женской сборной России на неофициальный матч со сборной Аргентины (до 20 лет).

## Достижения
- Бронзовый призёр первой лиги первенства России: 2021
- Бронзовый призёр молодёжного первенства России: 2022

## Клубная статистика
| Выступление      | Выступление      | Выступление      | Лига | Лига | Кубок | Кубок | Итого | Итого |
| Клуб             | Лига             | Сезон            | Игры | Голы | Игры  | Голы  | Игры  | Голы  |
| ---------------- | ---------------- | ---------------- | ---- | ---- | ----- | ----- | ----- | ----- |
| Крылья Советов   | Первая           | 2021             | 16   | 3    | 2     | 1     | 18    | 4     |
| Крылья Советов   | Суперлига        | 2023             | 27   | 3    | 2     | 1     | 29    | 4     |
| Крылья Советов   | Суперлига        | 2024             | 24   | 0    | 3     | 0     | 27    | 0     |
| Крылья Советов   | Итого            | Итого            | 67   | 6    | 7     | 2     | 74    | 8     |
| Всего за карьеру | Всего за карьеру | Всего за карьеру | 67   | 6    | 7     | 2     | 74    | 8     |